# Ramon Tusquets i Maignon
Ramon Tusquets i Maignon   (Barcelona, 8 de setembre de 1838 - Roma, 11 de març de 1904), va ser un pintor català del primer impressionisme.

## Biografia
Fou fill d'Antoni Tusquets i Comaduran i de Joana Maignon i Duran, ambdós de Barcelona. Fou germà del músic Esteve Tusquets i Maignon. Els seus avis materns foren tots dos francesos. Va haver de vèncer la resistència familiar a la seva dedicació a la pintura i no va poder dedicar-se fins a la meitat de la dècada del 1860 perquè va estar obligat a dedicar-se al negoci familiar del comerç i la banca.

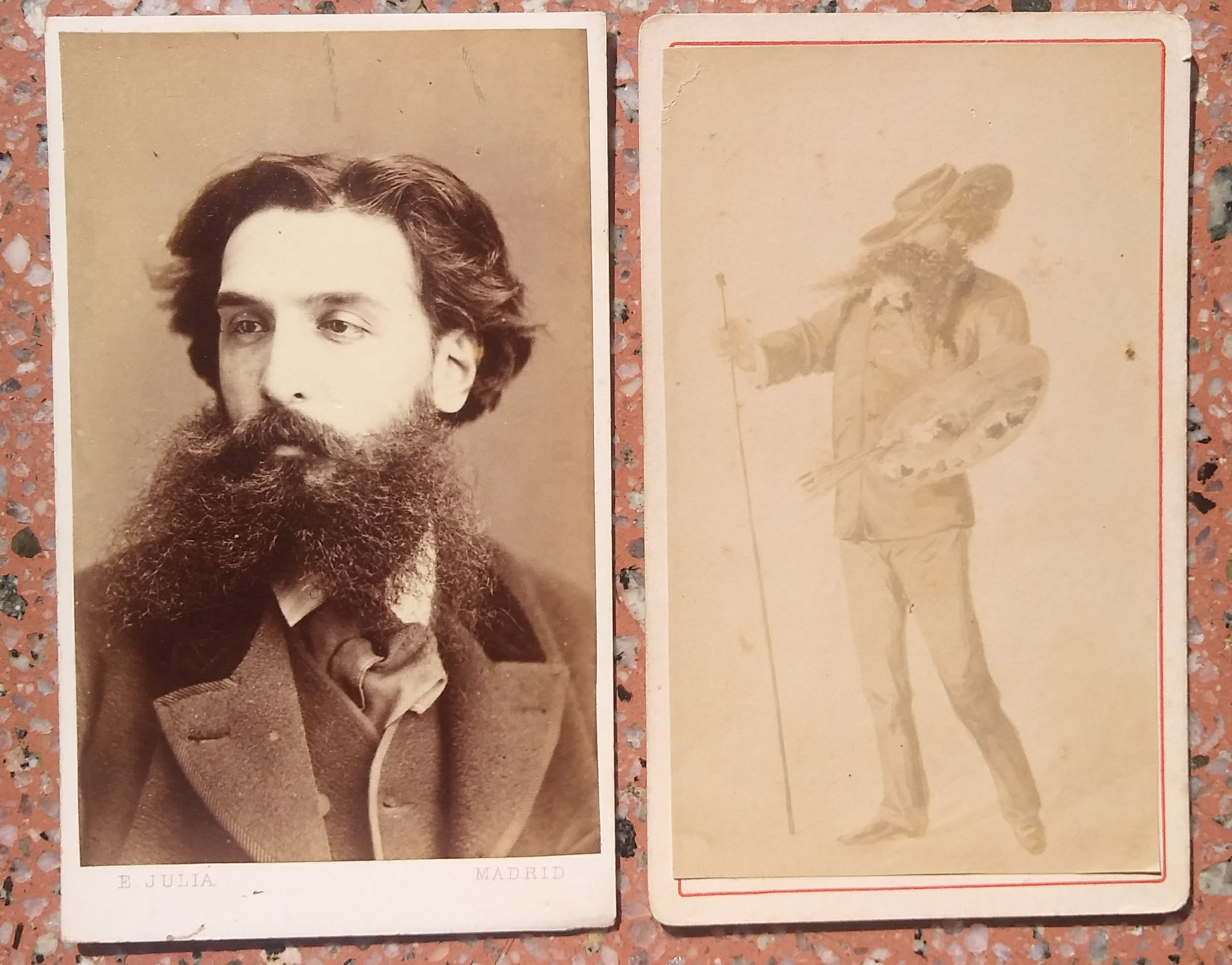
Fotografies en carte de visite de Ramon Tusquets. La primera d'Eusebio Juliá de Madrid i la segona ànonima tant de fotògraf com del caricaturista.

Va formar-se artísticament a Madrid i Roma on s'establí i feu amistat amb Marià Fortuny. Precisament, la que es considera la seva millor obra és l'oli de l'enterrament de Fortuny. Va fer exposicions a Madrid, Nàpols, Torí, París, Viena i a la Sala Parés de Barcelona. El 1870 va residir junt amb els pintors Modest Urgell, Lluís Graner, Josep Maria Tamburini, i Antoni Caba a la residència de Joaquim Vayreda a Olot fugint de la febre groga que assolava Barcelona. Va ser un bon paisatgista amb obres ben estructurades i lluminoses, però va ser conegut pel seu realisme de gran detall especialment en pintures d'història tòpiques, com la sèrie de cinc llenços de la història catalana que pintà entre 1885 i 1886 per a la residència de Miquel Boada:
- «Embarcament de Jaume I cap a Mallorca»
- «Roger de Llúria i el fill del comte d'Anjou» (o Roger de Llúria destrueix la flota francesa el 5 de juny del 1284)
- «La comtessa d'Urgell demanant gràcia al comte d'Antequera»
- «Joan Fiveller i Ferran el d'Antequera» (o Enfrontament del vectigal el 1416)
- «Proclamació del príncep de Viana» (o Entrada del Príncep de Viana a Barcelona el 12 de març del 1461)

A Catalunya es poden trobar obres seves exposades en diferents institucions públiques, entre elles el Museu Nacional (MNAC), la Galeria de Catalans Il·lustres (retrat de Guillem Ramon I de Montcada, 1886) i la Biblioteca Museu Víctor Balaguer de Vilanova i la Geltrú, on els quadres van ser donats pel mateix artista al polític i escriptor Víctor Balaguer i Cirera.
Va morir a Roma l'11 de març de 1904.

## Galeria

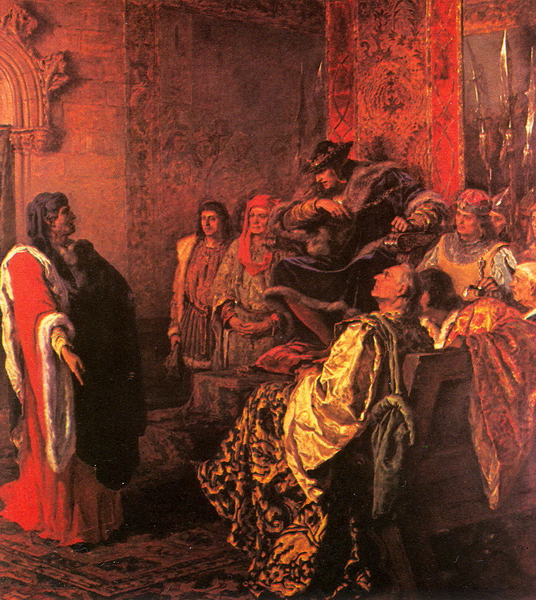
Joan Fiveller i Ferran el d'Antequera o Enfrontament pel vectigal
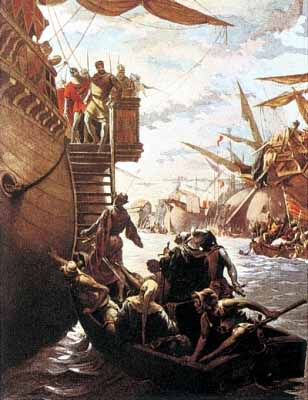
Roger de Llúria i el fill del comte d'Anjou
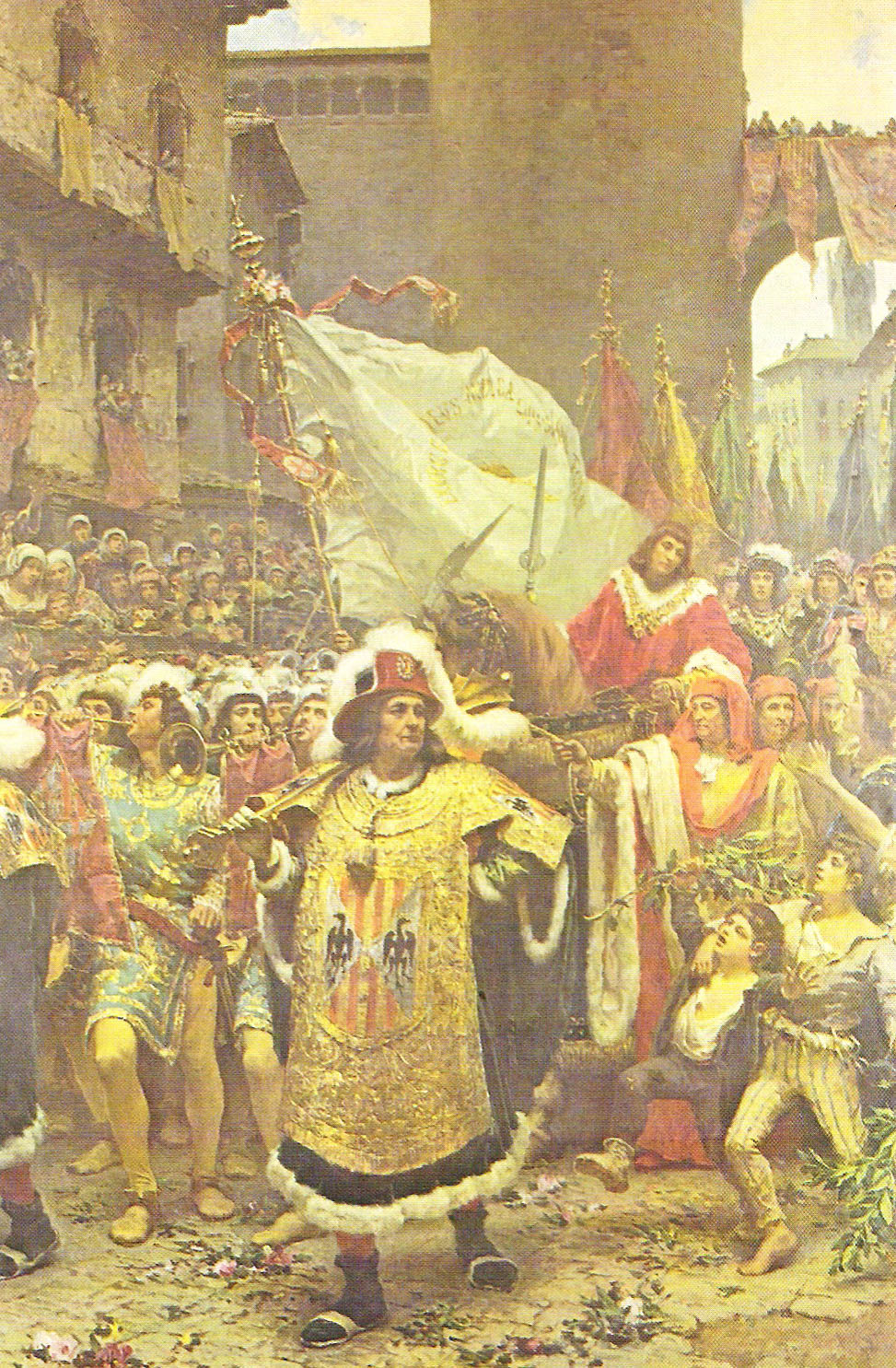
Proclamació del príncep de Viana o Entrada del Príncep de Viana a Barcelona
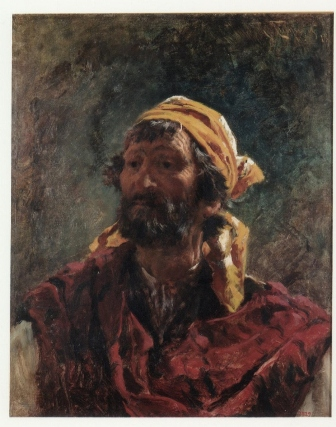
Contadino,(Biblioteca Museu Víctor Balaguer)
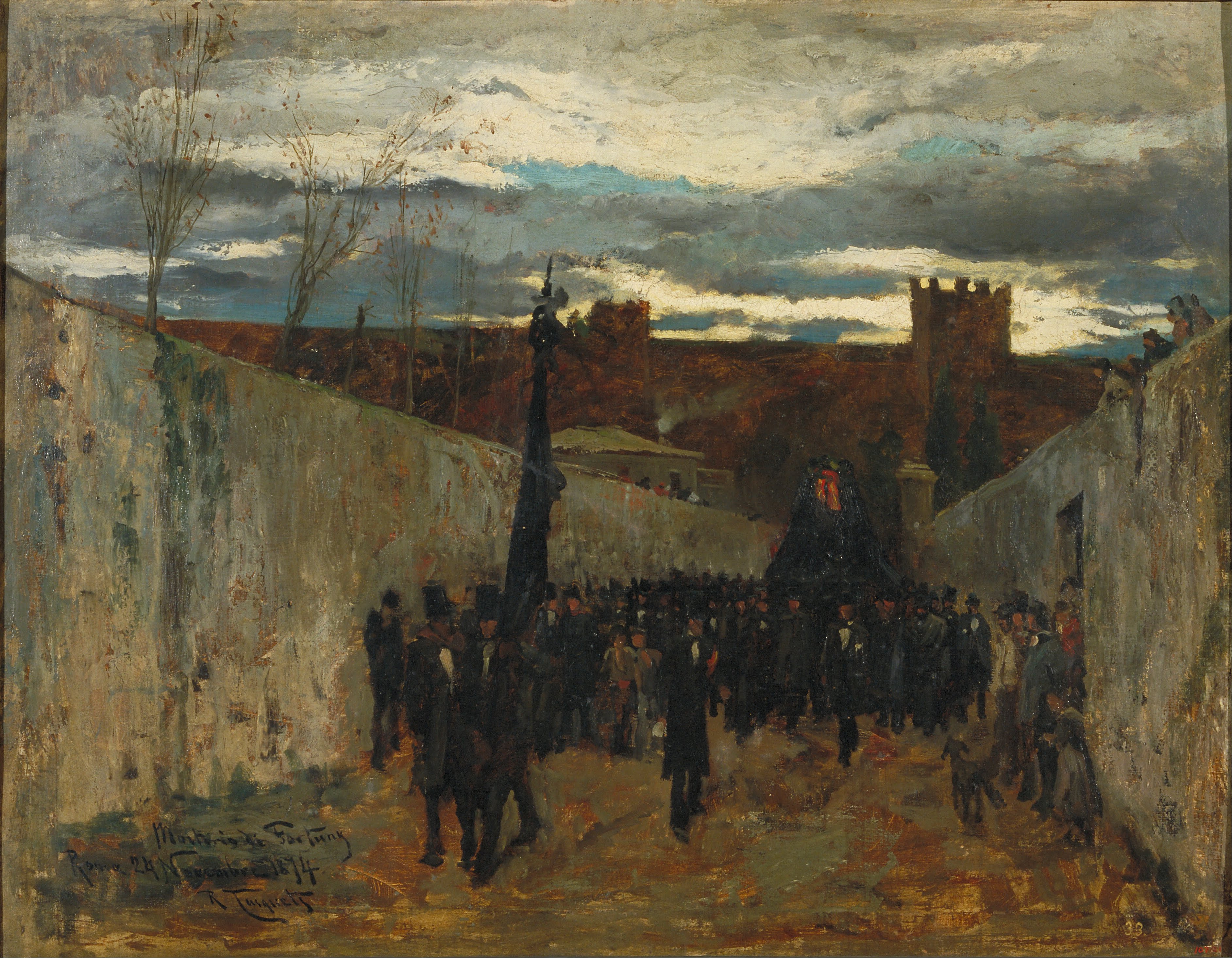
Enterrament de Fortuny (MNAC)